# Ольмонты
Ольмо́нты (пол. Olmonty) — деревня в Белостокском повете Подляского воеводства Польши. Входит в состав гмины Юхновец-Косьцельны. Находится примерно в 6 км к югу от города Белостока. По данным переписи 2011 года, в деревне проживало 654 человека.

## География
Деревня расположена на северо-востоке Польши, на расстоянии приблизительно 6 километров (по прямой) к югу от города Белостока, административного центра повета. Абсолютная высота — 145 метров над уровнем моря. К северу от деревни проходит автодорога 678.

## История
13 июля 1763 года вблизи деревни произошёл бой между силами барской конфедерации руководимыми Казимиром Пулавским и отрядом русской армии под командованием Александра Голицына, закончившийся победой конфедератов. В конце XVIII века Ольмонты входили в состав Гродненского повета Трокского воеводства Великого княжества Литовского. В период с 1975 по 1998 годы деревня являлась частью Белостокского воеводства.